# Гостьова зоря
Гостьова зірка (зоря-гостя, ke xing 客星) - термін в астрономії Стародавнього Китаю, який позначав зорю, що неочікувано з'явилась на місці, де до того зорю не спостерігали, і знов зникла через деякий час. Цей термін є буквальним перекладом астрономічних записів Стародавнього Китаю.
Сучасна астрономія вбачає у гостьових зорях прояви змінних зір: нових та наднових. Разом з тим, термін «гостьова зоря» все ще вживають у контексті стародавніх записів, оскільки точна їх класифікація здебільшого невідома і покладається радше на витлумачення старих записів, аніж на прямі спостереження.
В астрономії стародавнього Китаю, гостьові зорі були одним з трьох типів «нових зір», два інші були кометами в сучасному розумінні. Найперші записи щодо гостьових зір зустрічаються в Ханьшу (漢書), історія династії Хань (206 до н. е. — 220 н. е.). Історії всіх наступних династій також містять такі записи.
Наприклад, згадок про наднову 1054 року не знайдено в європейських записах, хоча така зоря мала бути найяскравішою на небосхилі, і те, що європейці не занотували її появу, може свідчити про культурний ефект — можливо, в 11 сторіччі європейці просто не цікавились небом.